# Kwak Tche-hü
Kwak Tche-hü (hangŭl: 곽태휘, anglický přepis: Kwak Tae-Hwi; * 8. července 1981, Chilgok v provincii Severní Kjongsang, Jižní Korea) je jihokorejský fotbalista, reprezentant Jižní Koreje, hrající na postu obránce, který v současnosti hraje za jihokorejský fotbalový klub FC Seoul. Je známý pro vysoký výskok a dokonalé zahrávání standardních situací.